# Кузмин-Тарасов, Алексей Александрович
Алексей Александрович Кузмин-Тарасов (30 декабря 1984, Москва) — российский режиссёр театра и кино.

## Биография
Алексей Кузмин-Тарасов родился в Москве, в 1996 году уехал с семьей в Кёльн. В 2005 году окончил гимназию в городе Керпен (Германия). В 2005—2007 годах учился в колледже в Хорреме (Германия) по специальности «графический дизайн».
В 2007 году вернулся в Москву и поступил в ГИТИС на режиссерский факультет. В 2011 году окончил мастерскую Е. Б. Каменьковича и Д. А. Крымова. В 2010 году поставил спектакль по пьесе Тома Стоппарда «Изобретение любви», который был одобрен самим автором.
В рамках Мастерской на Беговой № 2 в 2011 г. поставил спектакль «Дружба ее бедер» по пьесе американского драматурга М. Майок (Центр драматургии и режиссуры). Для международного фестиваля театра для детей «Большая перемена» — спектакль «Луиза / Медведи» по пьесе Карин Сер. Участвовал в российских и международных театральных лабораториях.
Играл в спектакле «Пушкинский дом» по роману Андрея Битова на сцене театра Мастерская Петра Фоменко.
В Театре им. Вл. Маяковского совместно с драматургом Сашей Денисовой поставил спектакль «Маяковский идет за сахаром». Пьеса была написана специально под артистов труппы Театра Маяковского.
В 2014 году совместно с хореографом Рамуне Ходоркайте поставил спектакль «Ich suche F!» на сцене РАТИ-ГИТИС (мастерская Е.Б Каменьковича и Д. А. Крымова). В 2015 году состоялась премьера спектакля «Обещание на рассвете» по автобиографическому роману Ромена Гари на сцене Театра им. Пушкина. Спектакль вошел в Long List премии «Золотая маска». в 2016 и 2017 годах в Центре им. Вс. Мейерхольда были поставлены спектакли «Мария Стюарт» Фридриха Шиллера совместно с хореографом Рамуне Ходоркайте и «Siri» по пьесе Натальи Зайцевой.
В 2018 году в театре Мастерская Петра Фоменко состоялась премьера спектакля Алексея Кузмина-Тарасова по пьесе Дмитрия Данилова «Сережа очень тупой». В 2019 году - премьера спектакля по пьесе Дмитрия Данилова - «Путь к сердцу». Мастер лаборатории Gogol School.
Совместно с Анной Колчиной выпустил полнометражный художественный фильм «Одиссея Петра» (премьера на телеканале «Культура» 11 декабря 2018 года). Фильм был представлен на международных кинофестивалях «Окно в Европу», «Восток&Запад», Haifa 34th International Film Festival, Filmfest Hamburg, Cape Town International Film Festival, Sao Paulo International Film Festival, «Спутник над Польшей», Неделе Российского кино в Лондоне и др. А также документальный фильм «Африка подскажет» (Центр Документального Кино), премьера состоялась на кинофестивале Артдокфест в декабре 2018 года.

## Фильмография

### Режиссёр
- 2018 — Одиссея Петра
- 2022—2024 — Что делать женщине, если...
- 2024 — Неверные